# March of the Pigs
March of the Pigs – utwór Nine Inch Nails z albumu The Downward Spiral, wydany jako pierwszy singiel (Halo 7) promujący płytę. 
Do utworu powstał teledysk w reżyserii Petera Christophersona. Nakręcono też drugą wersję teledysku, znaną jedynie z fragmentu dostępnego na nieoficjalnym DVD Closure.

## Twórcy
- Trent Reznor

## Różne wydania
- Nothing Records / TVT Records / Interscope Records / Atlantic Records 95938-2 - US CD
- TVT Records / Interscope Records INTDM-95938 - US CD Re-release
- Island Records CID 592 854 001-2 - UK CD 1
- Island Records CIDX 592 854 003-2 - UK CD 2

## Lista utworów

### Wersja US
1. "March of the Pigs" – 2:54
2. "Reptilian" (remixed by Dave Ogilvie) – 8:39
3. "All the Pigs, All Lined Up" – 7:25
4. "A Violet Fluid" – 1:05
5. "Underneath the Skin" – 7:13

### Wersja UK
(dysk 1)
1. "March of the Pigs (clean version)" – 2:54
2. "All the Pigs, All Lined Up" – 7:25
3. "A Violet Fluid" – 1:03
4. "Big Man With a Gun" – 1:36

(dysk 2)
1. "March of the Pigs (LP version)" – 2:54
2. "Underneath the Skin" – 7:14
3. "Reptilian" (remixed by Ogilvie) – 8:39